# Leonhard Gall
- Wikimedia Commons alberga una galería multimedia sobre Leonhard Gall.

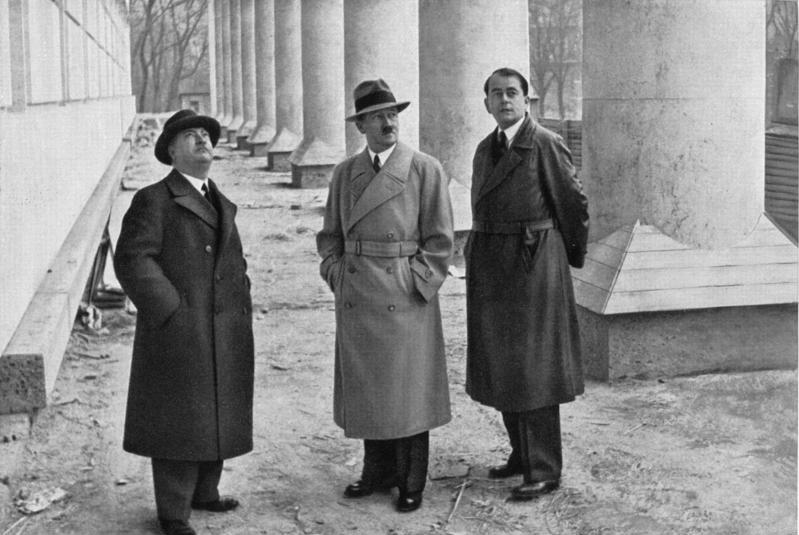
Leonhard Gall con Adolf Hitler y Albert Speer en 1936 Haus der Kunst.

Leonhard Gall (24 de agosto de 1884, Múnich- 20 de enero de 1952) fue un arquitecto alemán de la era nazi, uno de los más destacados junto a Albert Speer y Hermann Giesler.

## Biografía
Leonhard Gall fue el arquitecto designado por Adolf Hitler de la firma muniquesa de Paul Ludwig Troost. Se afilió al partido nazi en 1932
A la muerte de Troost, completó el Haus der Kunst que fue inaugurado por Hitler en 1937.
En el edificio se presentaron exposiciones que glorificaban al régimen y condenaban al Entartete Kunst
En 1944 fue incluido por Joseph Goebbels en la Gottbegnadeten-Liste como uno de los doce artistas imprescindibles de Alemania
Leonhard Gall fue luego de la guerra, profesor en Múnich. Estuvo casado con Wally Rischbeck que murió antes de la Segunda Guerra Mundial.